# Francis Pellerin
Francis Pellerin nacido el 2 de abril de 1915 en Cancale, murió el 30 de agosto de 1998 en Rennes, es un escultor francés, primer gran Premio de Roma en 1944.

## Biografía
Después de completar sus estudios con los Hermanos de Ploërmel entra en 1928 como aprendiz de Henri Bagot ebanista de Cancale . 
En 1928 ingresa en la Ecole des Beaux Arts de Rennes donde gana el primer premio en ebanistería artística en 1930. 
En 1931, entra en el taller del escultor Bourget. En 1935, ingresa en el taller del escultor Jean Boucher en la escuela de Bellas Artes en París. Su primer taller se encuentra en la rue du Moulin de Beurre en el distrito 14 , compartido con su amigo Giglioli. 
El primer Premio Chenavard se le otorga por: Adán y Eva expulsados del paraíso terrestre en francés: Adam et Eve chassés du Paradis terrestre en 1939 y en la exposición de artistas franceses, ganó una medalla de bronce antes de salir para la guerra. En el taller de Marcel Gaumont, de la escuela de Bellas Artes en París conoce a: Charles Despiau, Paul Landowski, Gustave Miclauss. Trabaja para el Museo de Arte de África y Oceanía y en el Cristo de Río de Janeiro. 
Se presenta para el Premio de Roma en 1943 y conoce a Suzanne Deregnaucourt con la que se casa al año siguiente y gana el Premio de Roma de escultura con su: Amazon. El año 1945 será empañado por la muerte de sus dos hermanos en el bombardeo de Saint Malo y Cancale. De (1946 a 1948), reside en la Villa Médici con: Demailly, Dubuisson, Gillet, el pintor bretón Yves Trévedy y el arquitecto Gleize. 
Al volver a Francia, se trasladó a Rennes y enseña en la escuela de Bellas Artes de Rennes. De 1960 a 1965, pintó numerosos óleos sobre tela y sus composiciones abstractas son expuestas en la galería Hautefeuille de Paris. En 1960, invitado por Georges Folmer, expuso por primera vez en el Salon des réalités nouvelles. En 1978, se retiró de la docencia para dedicarse con mayor plenitud a sus búsquedas. Produjo y expuso mucho. Falleció en Rennes el 30 de agosto de 1998.

## Obras
- 1953 - Escultura de una cruz con Charles-Émile Pinson sobre la fachada de la antigua cámara de comercio de Caen
- - 1954 - obra mural con ladrillos policromados en el Casino de Saint Malo
- - 1957 - encargo del Museo de Bellas Artes de Rennes, móvil "Estructura"
- 1958 - obra mural en cemento para el ayuntamiento de Caudan
- - 1956 a 1970 - encargos de los arquitectos Yves Perrin y George Martin para la decoración interior de las iglesias y centros culturales. Iglesias: St Benoit, San Clemente, San Lorenzo, San Yves[1]
- - 1960 - encargo de la Facultad de Derecho de Rennes, invitado de Georges Folmer expone en el Salon des Réalités Nouvelles
- - 1960 - 1965 Numerosos óleos sobre lienzo, composiciones abstractas que expone en la galería Hautefeuille en París
- 1962 - Encargo para la iglesia Saints-Pierre-et-Paul de Caudan , los Doce Apóstoles - madera , cobre, pigmentos - para la entrada
- 1966 - Gablete sobre la calle del colegio técnico de Mayenne
- 1977 à 1980 - Esculturas en acero inoxidable en el Centre de voile de Quiberon y en el C.T.S. de Rennes
- - 1961 - Segunda participación en el Salon des Réalités Nouvelles
- - 1969 - Retrospectiva de sus obras en el Musée des Beaux Arts de Rennes
- - 1977 - a 1980 esculturas de acero inoxidable en el Centro Náutico de Quberon y en el CTS de Rennes
- - 1978 - se retira de la enseñanza para dedicarse plenamente a su investigación y a la creación y exposición

## Exposiciones
Exposiciones:
- 1939 - Salon des Artistes Français (Medallas de bronce)
- 1960 - 1961 - Participación en el Salon des Réalités Nouvelles
- 1969 - Retrospectiva de sus obras en el Musée des Beaux-Arts de Rennes
- 1971 - Terre des hommes, casa de la ORTF, Rennes
- 1997 - Espacio Cultural « La Halle à la Marée » de Port de la Houle en Cancale
- 1982 - « Rennes-Sculpture » en el Parque Oberthür
- 1989 - Centro cultural Le Triangle, Francis Pellerin Abstractions Géométriques
- 2009 - Groupes Espace et Mesure, L'esthétique constructiviste de 1951 à 1970, une aventure du s. XX : Galería Drouart París

## Museos
- Colecciones de la École des Beaux-Arts de Rennes
- Colecciones de la École des Beaux-Arts de París

## Exposiciones
- - 1939 - Salon des Artistes Français (Medalla de bronce)
- - 1997 - Espacio Cultural "La Halle à la Marée " Port de la Houle Cancale

## Museos
- -Colecciones de la Escuela de Bellas Artes de Rennes
- -Colecciones de la Escuela de Bellas Artes de París